# Ope Pasquet
Ope Pasquet Iribarne (Montevideo, 10 de enero de 1956) es un abogado y político uruguayo, miembro del Partido Colorado, y presidente de la Cámara de Representantes de la República entre el 1 de marzo de 2022 y el 1 de marzo de 2023

## Carrera
Integrante de una generación de jóvenes políticos que se iniciaron como opositores a la dictadura cívico-militar de 1973-1985 en ocasión del plebiscito constitucional de 1980 junto al Dr. Enrique Tarigo.
En 1984 se postuló a diputado por el sector Libertad y Cambio, Lista 85, junto a Luis Hierro López y Roberto Asiaín; esta lista fue la más votada del coloradismo en Montevideo, obteniendo 5 bancas. Posteriormente Pasquet fue nombrado subsecretario de Relaciones Exteriores acompañando al ministro Luis Barrios Tassano. 
En 2003 fundó el sector Batllismo Abierto a fin de "reconstruir el Partido Colorado". En 2007 la agrupación se fusiona con Vamos Uruguay. En las elecciones internas de junio de 2009 obtuvo una promisoria votación en Montevideo, lo cual le ha valido encabezar la lista a diputados de Vamos Uruguay por el departamento, además del tercer lugar en la lista de candidatos al Senado; resultó electo Senador de la República para la XLVII Legislatura. El 4 de abril de 2011 asume la Secretaría General del Partido Colorado en sustitución de Pedro Bordaberry. Ocupó dicho cargo hasta el 8 de marzo de 2012, cuando fue sucedido por Martha Montaner. 
En 2013, en ocasión de un acto parlamentario por los 40 años del golpe de Estado del 27 de junio de 1973, Pasquet planteó una autocrítica del Partido Colorado respecto de aquellos hechos. En las elecciones de 2014 apoyó la candidatura de Pedro Bordaberry y resultó electo Representante Nacional para la XLVIII Legislatura. En 2015 anunció su salida de Vamos Uruguay y dijo que al partido le faltaba "liderazgo político".
En agosto de 2018, Pasquet se integró al recién creado sector Ciudadanos para acompañar la precandidatura presidencial del economista Ernesto Talvi para las elecciones internas de 2019. A fines de julio se define que Pasquet encabece la lista de candidatos a Representantes por Montevideo, seguido por Felipe Schipani, María Eugenia Roselló, Carlos Rydstrom, Medardo Manini Ríos y Carolina Ache Batlle. En las elecciones de octubre resultó reelecto Representante Nacional. A principios de febrero de 2022, se anunció que Ope Pasquet sucedería a Alfredo Fratti como presidente de la Cámara de Representantes durante la 3ª sesión (2022) de la XLIX Legislatura. Asumió el cargo el 1 de marzo, y en su discurso de investidura afirmó que no dejaría de lado el "criterio general de prudencia en el gasto". En diciembre se confirmó que el nacionalista Sebastián Andújar sería su sucesor.
Es impulsor de un proyecto de legalización de Eutanasia y Suicidio Médicamente Asistido.

## Vida personal
Pasquet está casado con Elena Martínez Rosso, jueza y ministra de la Corte Suprema de Justicia. Tienen dos hijas: Victoria, militante del Partido Colorado y coordinadora del Centro de Estudios de Políticas Públicas; y Florencia, cantante de cruceros y semifinalista de la quinta temporada de Got Talent España.